# Turó de Mas d'en Bosc
El Turó de Mas d'en Bosc és una muntanya de 851 metres que es troba entre els municipis d'Aiguamúrcia i de Querol a l'Alt Camp.